# Ambalema
Ambalema è un comune della Colombia facente parte del dipartimento di Tolima. 
L'abitato venne fondato da Lesmes Espinoza il 26 giugno 1527.